# Радост Сливополска
Радост Сливополска-Придам (на английски: Radost Slivopolska-Pridham) e британска журналистка (радиоводеща и публицистка), британска и българска преводачка, писателка от български произход, авторка на детски приказки и биографии.
Дъщеря е на известните публицисти и издатели съоснователя на СБЖ Йордан Сливополски-Пилигрим (1884-1969) и съпругата му Нелла Танева-Сливополска (1895-1956). Заедно със сестра си Ваня Сливополска-Смит (Vania Сливополска-Smith, р. 1924) израстват във Вашингтон и в София. Помагат на майка си в списването на „Жена и дом“ през 1930-те години. По-късно Радост става преводачка, а Ваня учи журналистика във Виена.
Преди коренните политически промени в България през 1944 г. пристигат в Лондон. Там Радост се омъжва за полковник Джеймс Е. Придъм.
Работи като говорителка в Българската редакция на Би Би Си (нейната сестра Ваня също става говорителка в Би Би Си), сътрудничи на местните издания „Таймс“, „Гардиън“, „Лейди“, „Обзървър“. Превежда българска проза – „Пътуване към себе си“ на Блага Димитрова, творби на Елин Пелин, Емилиян Станев, Димитър Талев, Павел Вежинов.
Съставя и издава сборник с български народни приказки. По-късно пише биографии на политици – на д-р Сандуит (съчувствал на българите за Априлското въстание и Източната криза) и на полския национален герой генерал Станислав Ян Ростовровски (когото познавала и почитала).
Творчеството ѝ е издавано на полски и на английски език през периода 1966 – 1967 г.

## Творчество
- "A Gift From the Heart; Folk Tales From Bulgaria" – сборник от 20 детски приказки за живота на село, добрите и злите духове и животните[5][6].
- "Never: a memoir of Jan Rostworowski"
- "Miłość, polityka, walka: listy i publicystyka cichociemnego Jana Rostworowskiego"